# 戴夫·安納布爾
戴夫·安納布爾（英語：David Rodman "Dave" Annable，1979年9月15日—）是一位美國演員。他最著名的作品是在2006年至2011年的電視劇《兄弟姐妹》中出演Justin Walker。在2005年，他出演電視劇《Reunion》，開始受到人們的關注。

## 外部連結
- Dave Annable在互联网电影资料库（IMDb）上的資料（英文）
- 在AllMovie上戴夫·安納布爾的頁面（英文）
- Dave Annable SUNY Plattsburgh Alumni Spotlight
- Dave Annable delivers speech at SUNY Plattsburgh 2009 commencement （页面存档备份，存于）